# Иванов, Михаил Михайлович (генерал Российской империи)
Михаил Михайлович Иванов (22 сентября [4 октября] 1861, Кострома — 6 ноября 1935, Харбин) — генерал-майор Русской императорской армии, участник Китайской кампании 1900—1901, Русско-японской, Первой мировой и Гражданской войн; командир бригады 121-й пехотной дивизии, комендант Харбина, Георгиевский кавалер.

## Биография
Михаил Иванов родился 22 сентября (4 октября) 1861 года в Костроме Российской империи в православной семье — уже в чине генерала Михаил называл себя «чистокровным и потомственным солдатским сыном». Отец его был сыном унтер-офицера Семёновского полка, мать — дочерью унтер-офицера Бородинского пехотного полка. В 1870 году поступил вольноприходящим в Ярославскую военную прогимназию. Но затем, в 1873 году, семья Ивановых на некоторое время переехала в Москву, а вскоре, в 1874 году, была вынуждена вернуться обратно в Ярославль. Потеряв место в военной прогимназии, в результате среднее образование Михаил получил в Ярославском городском училище (1877). 3 мая 1879 года зачислен на военную службу в Русскую императорскую армию на правах вольноопределяющегося 3-го разряда в 137-й пехотный Нежинский полк. 22 октября 1879 произвёден в унтер-офицеры. В августе 1882 года Михаил окончил Московское пехотное юнкерское училище по 2-му разряду, откуда был выпущен в 137-й пехотный Нежинский полк подпрапорщиком.
27 февраля 1883 года Михаил Михайлович получил чин прапорщика (со старшинством с той же даты). Затем, в сентябре 1884 года, он стал подпоручиком (со старшинством с 30 августа 1884 года) и поручиком (со старшинством с 30 августа 1888). Для поправления здоровья супруги Михаил Михайлович подал рапорт о переводе в Крым. 22 февраля 1893 года Высочайшим приказом он был переведён в 52-й пехотный Виленский полк, стоявший в Феодосии. Приказом от 25 мая 1898 года переведён во вновь формируемый 11-й Восточно-Сибирский стрелковый полк в Порт-Артур, куда прибыл в июне того же года. До чина штабс-капитана Иванов дослужился в 1899 году, с формулировкой «за отличие» (со старшинством с 15 марта 1898 года).

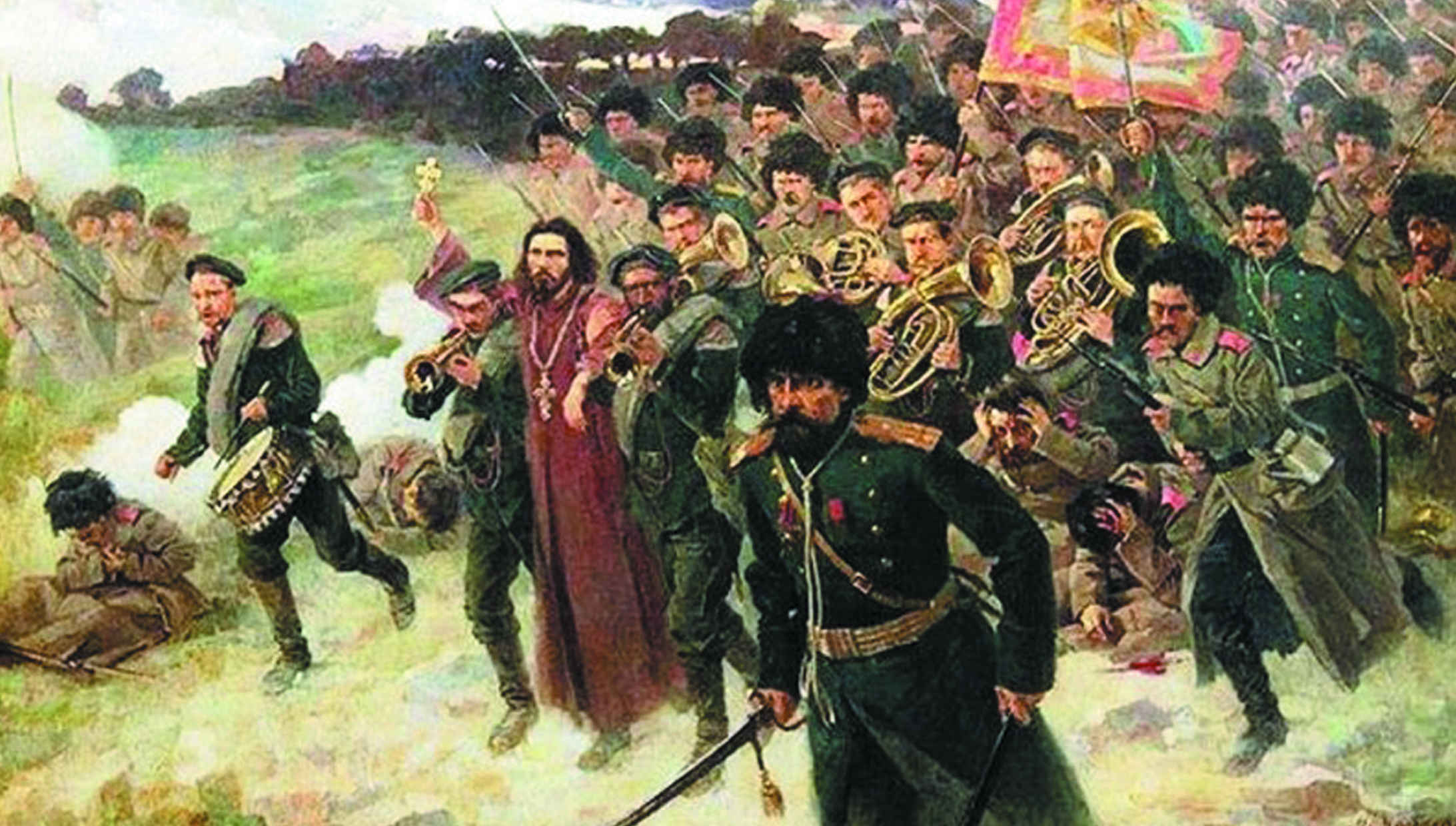
Бой под Тюренченом (1904)

В начале XX века Михаил Иванов стал участником подавления боксерского восстания в Китае в составе войск Южно-Маньчжурского отряда.
В июне 1900 года в составе 11-го Восточно-Сибирского стрелкового полка перешел границу Южной Маньчжурии и затем принимал участие в военных действиях в отрядах полковника Домбровского, полковника Мищенко, генерал-майора Флейшера, генерал-лейтенанта Субботича. В сентябре 1900 года в составе полка участвовал во взятии с боем Ляояна, затем в занятии Мукдена.
Чин капитана он получил в апреле 1901 года со старшинством с 6 мая 1900 года.
В составе своего полка капитан Михаил Иванов принял участие в Русско-японской войне 1904—1905 годов. В сентябре 1905 года «за отличие в делах против японцев» Иванов был произведён в подполковники со старшинством с 18 апреля 1904 года. 19 сентября (2 октября) 1907 года Иванов был награждён орденом Святого Георгия четвёртой степени «за выдающуюся храбрость и распорядительность, выказанные им 18 апреля 1904 года в бою под Тюренченом, при пробитии сквозь окружавшие со всех сторон ряды неприятеля». Это был известный эпизод первого сражения Русско-японской войны — Тюренченского боя, в котором полковой священник Стефан Щербаковский с крестом в руке пошёл в атаку впереди роты солдат, за что (всего пятым по счёту в императорской армии) также получил орден Святого Георгия: ротой, поднятой в атаку Щербаковским командовал Михаил Иванов. Оставленный с данной частью прикрывать отход полка, он выполнил задачу, после чего «пробился на штыках» к основным силам: из 156 человек роты живыми вернулись всего 15 человек, считая ротного командира.
В апреле 1906 года он был назначен заместителем начальника 1-го крепостного сектора крепости Владивосток, а в июне 1906 года — начальником 2-го крепостного сектора крепости Владивосток. По информации на 1907 год Иванов находился в 11-м Восточно-Сибирском стрелковом полку. В 1909 году «за отличие» он получил погоны полковника Императорской армии (со старшинством с 26 ноября того же года, позднее, в 1914 году, отдано старшинство в чине полковника с 18 апреля 1905 года), а перед Первой мировой войной — 20 марта 1913 года — он стал командиром 10-го Сибирского стрелкового полка.
Михаил Иванов принял участие в Великой войне, во время которой он дослужился до генеральского чина — стал генерал-майором (приказ от 11 мая 1916 года, со старшинством с 1 марта 1916 года). 18 января 1916 года он получил под своё командование бригаду 121-й пехотной дивизии, а в июне 1916 года — являлся временно-командующим всей 121-й дивизией. С апреля 1917 года он находился в прикомандировании к штабу 2-го Сибирского армейского корпуса. В сентябре 1917 года Приказом по армии и флоту был назначен начальником 3-й Сибирской стрелковой запасной бригады, но по прибытии на место не был принят бригадным комитетом.
После Октябрьской революции, распоряжением Военно-окружного комитета уволен от службы приказом по Омскому военному округу № 270 от 10 января 1918 (по другим данным, был уволен из армии 10 февраля 1918).
Во время Гражданской войны, Иванов продолжил службу в белых войсках Восточного фронта: числился в списках белогвардейцев с 1918 по 1920 год.
С июня 1918 года генерал для поручений при штабе 2-го Степного Сибирского армейского корпуса, затем генерал для поручений при штабе Омского военного округа.
1 апреля 1919 года переведён в Отдельный корпус пограничной стражи.
21 августа 1919 года приказом Верховного уполномоченного Российского правительства на Дальнем Востоке он был утверждён в занимаемой должности коменданта города Харбин — таким образом, он стал последним российским комендантом этого города.
По окончании активных боевых действий Гражданской войны Михаил Михайлович оказался в эмиграции: проживал в Китае. Скончался 6 ноября 1935 года в Харбине.
Похоронен в Харбине на Старом (Покровском) кладбище.

## Награды
- Орден Святой Анны 4-й степени с надписью «За храбрость» (1901)
- Орден Святого Станислава 3-й степени с мечами и бантом (1901)
- Орден Святой Анны 3-й степени с мечами и бантом (1903)
- Орден Святого Станислава 2-й степени с мечами (1904)
- Орден Святой Анны 2-й степени с мечами (1905)
- Орден Святого Владимира 4-й степени с мечами и бантом (1905)
- Орден Святого Георгия 4-й степени (1907)
- Орден Святого Владимира 3-й степени с мечами (1915)
- Орден Святого Станислава 1-й степени с мечами (1916)
- Орден Святой Анны 1-й степени с мечами (1917)[24][25][8]

## Семья
У Михаила Иванова было два брата (старший и младший), также ставшими офицерами Русской императорской армии.